# Oksen
Ne doit pas être confondu avec Oksen (Fjell).
Oksen, est une île norvégienne du comté de Vestland appartenant administrativement à Fedje.

## Description
Rocheuse et désertique, à fleur d'eau, elle s'étend sur environ 87 m de longueur pour une largeur approximative de 61 m.